# Kanalizacja burzowa
Kanalizacja burzowa, kanalizacja deszczowa, burzowiec – kanalizacja służąca do odprowadzania wód opadowych i roztopowych (ścieki opadowe i roztopowe) ze szczelnych nawierzchni terenów zurbanizowanych – dachów, dróg, chodników, podjazdów, parkingów.
Realizowana najczęściej w postaci sieci kanałów i rurociągów odprowadzających wodę do odbiornika naturalnego (rzeki, jeziora) lub do systemu rozsączającego. Fragment kanalizacji deszczowej, zwłaszcza jego część wlotowa widoczna na powierzchni, nazywany jest często burzowcem lub kolektorem burzowym. Kanalizacja burzowa powinna być instalacją niezależną i odrębną od kanalizacji ściekowej.

## Galeria

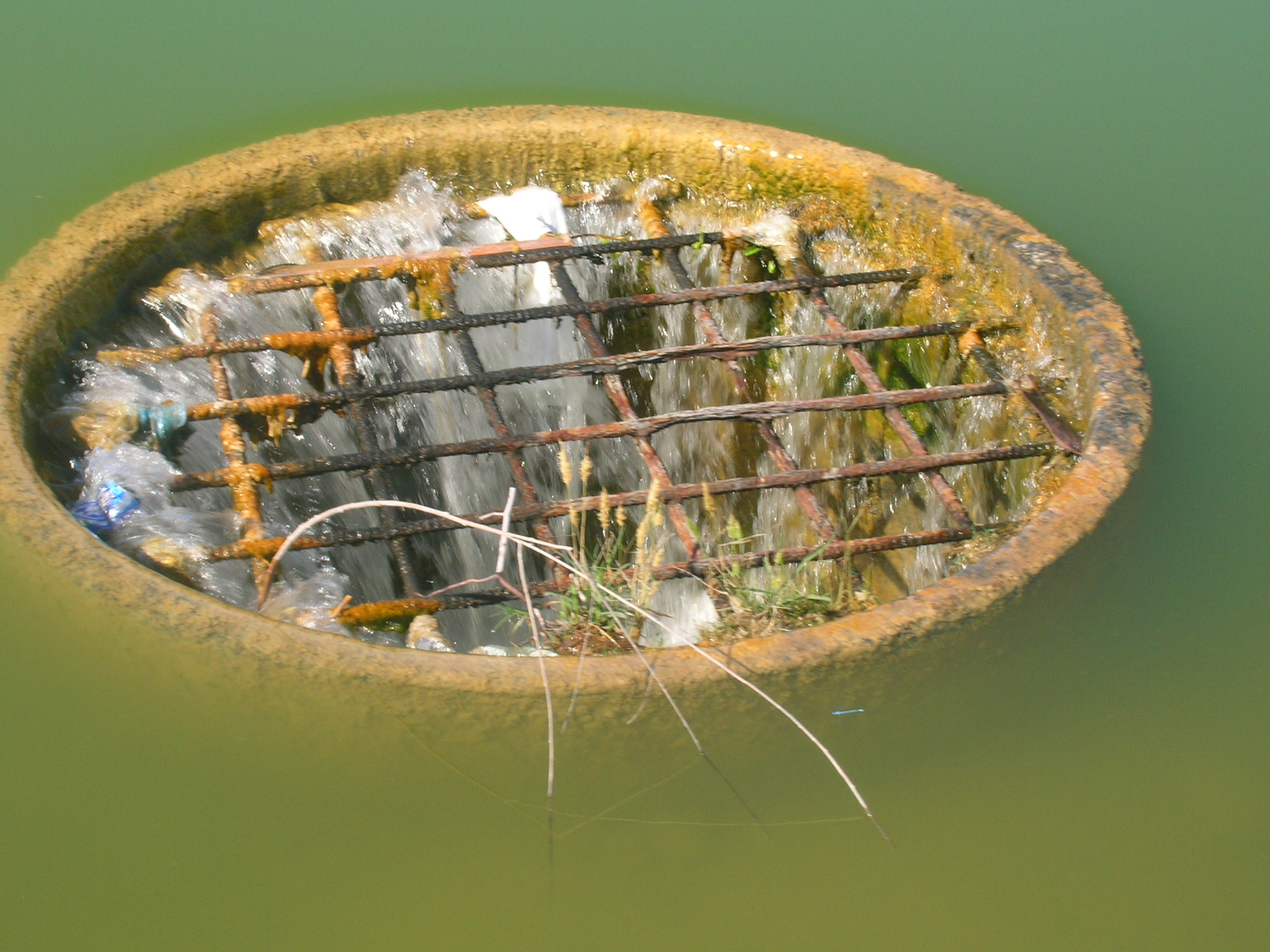
Odpływ do burzowca
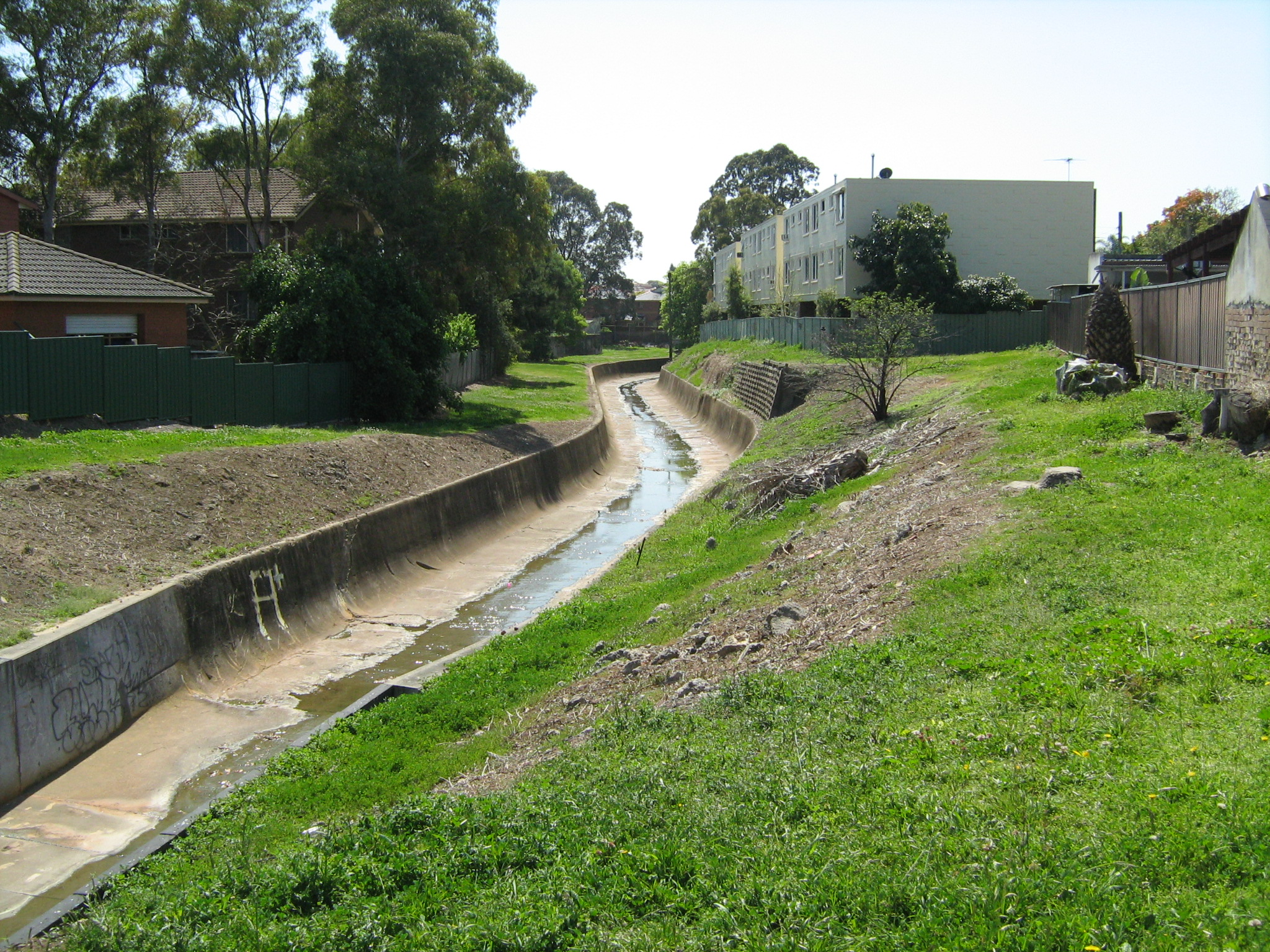
Odkryty burzowiec
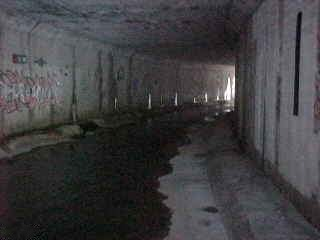
Tunel burzowca
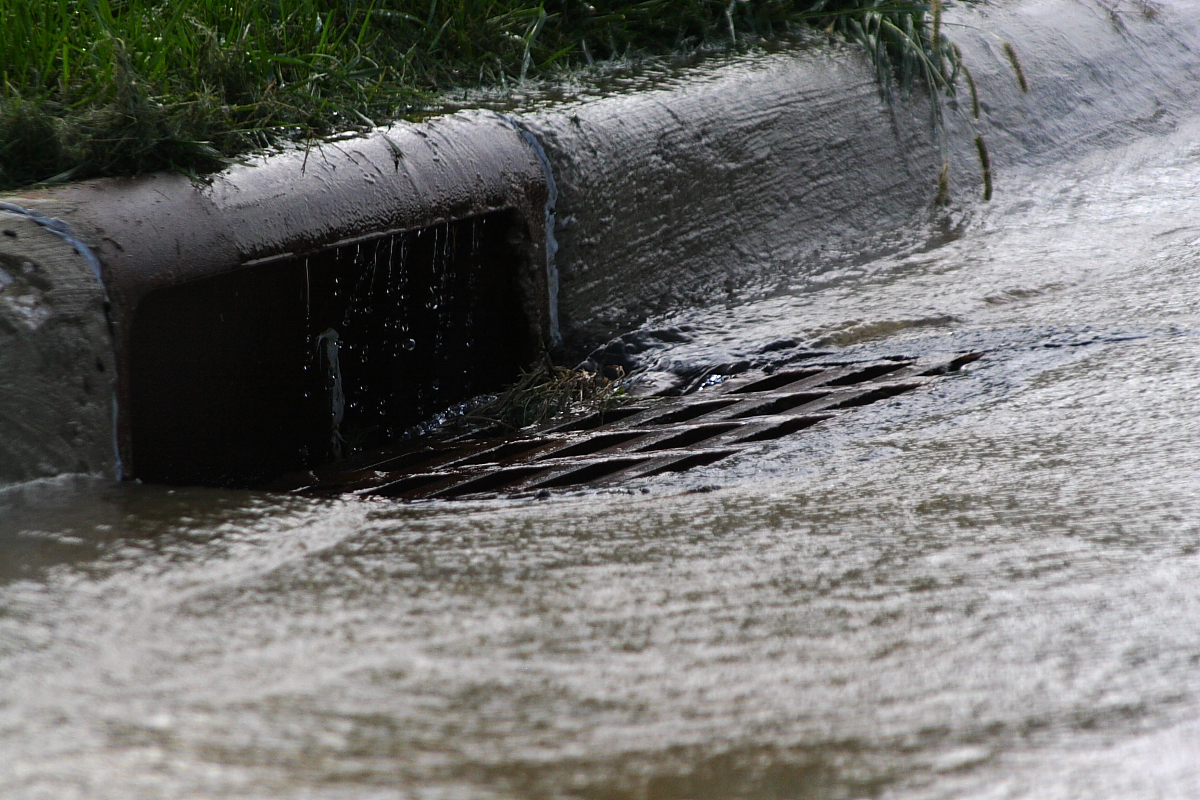
Wlot burzowca
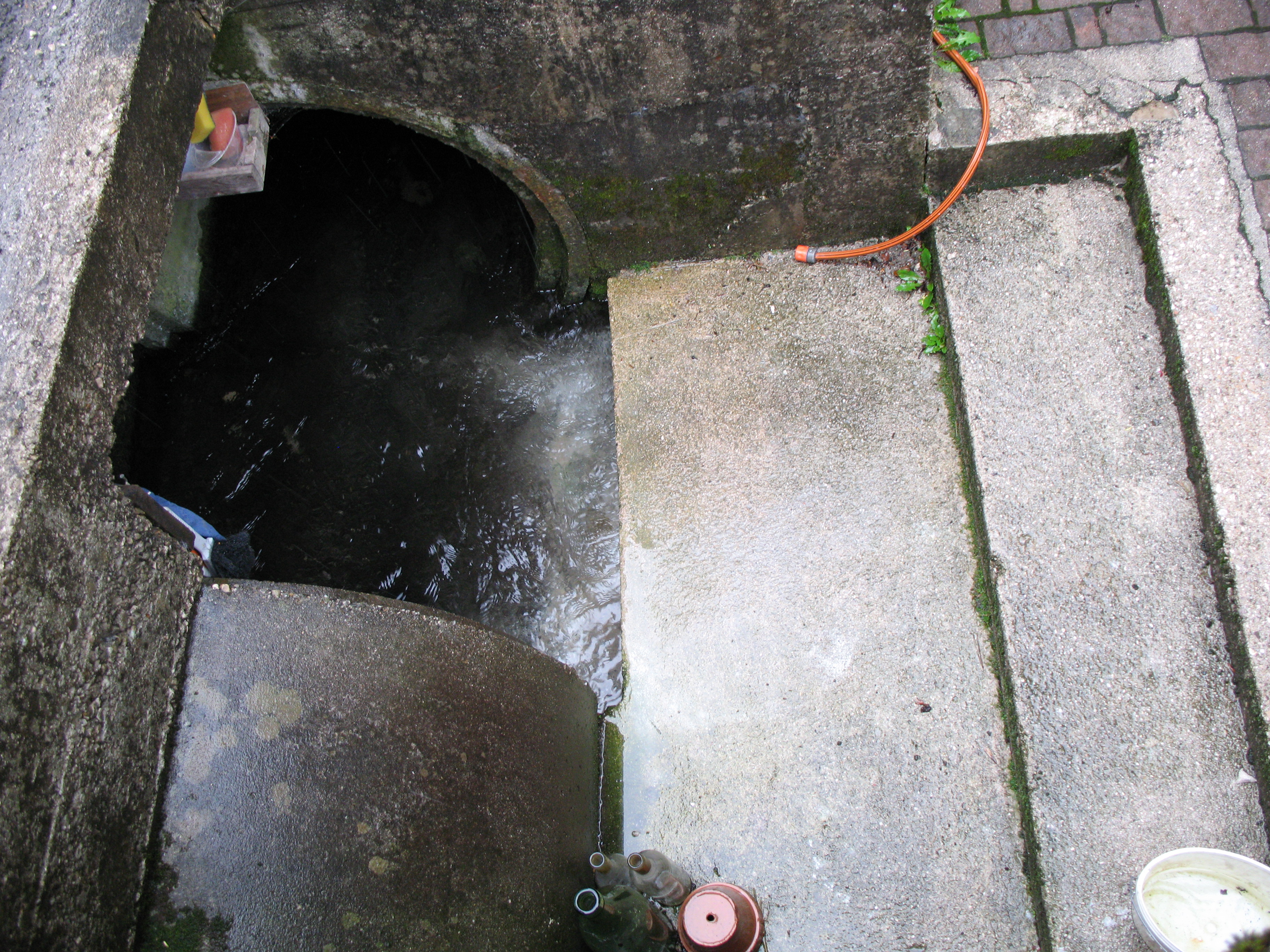
Wlot burzowca